# Regione del Basso Sassandra
La regione del Basso Sassandra (in francese: Bas-Sassandra) era una delle 19 regioni della Costa d'Avorio. Prendeva il nome dal fiume Sassandra.
La regione era divisa in quattro dipartimenti: San-Pédro, Sassandra, Soubré e Tabou.
È stata soppressa nel 2011, quando è stato istituito il distretto del Basso Sassandra.